# Ommatius marginosus
Ommatius marginosus är en tvåvingeart som beskrevs av Scarbrough, Marasci och Hill 2003. Ommatius marginosus ingår i släktet Ommatius och familjen rovflugor.
Artens utbredningsområde är Malawi. Inga underarter finns listade i Catalogue of Life.